# Міне Юкійо
Міне Юкійо  (яп. 峰幸代, 26 січня 1988) — японська софтболістка, олімпійська чемпіонка.

## Виступи на Олімпіадах
| Олімпіада  | Дисципліна | Місце  |
| ---------- | ---------- | ------ |
| Пекін 2008 | софтбол    | Золото |
| Токіо 2020 | софтбол    | Золото |